# District de Baabda
Le caza de Baabda  (en arabe : قضاء بعبدا, translit: Qaḍāʾ Baabda), est un district (ou caza) du Mont-liban, Liban, situé au Sud-Est de la capitale libanaise Beyrouth. Le chef-lieu du district est la ville du même nom, Baabda.
La région est aussi communément appelé le Metn Sud (en arabe : المتن الجنوبي, transcrit : ِal-Matn al-Janūbiyy), à ne pas confondre avec le Caza du Metn (arabe : قضاء المتن الشمالي, transcrit : Qaḍāʾ al-Matn aš-Šamāliyy).

## Géographie
Le Caza de Baabda est l’un des six Caza de la Mohafazah du Mont-Liban. L’autoroute internationale Beyrouth-Damas marque sa limite sud, et le fleuve de Beyrouth sa limite nord. Il s’étend de la côte méditerranéenne à l’ouest, pour s’élever à l’est vers les sommets du Mont Knaiysseh à 1 800 mètres d’altitude, atteignant une superficie de 194 kilomètres carrés.
Il est délimité au nord par le Caza du Metn et la capitale Beyrouth, à l’est par le Caza de Zahlé, et au sud par le Caza de Aley.
Le Caza de Baabda comprend la banlieue sud de Beyrouth, surnommée Dahieh Janoubyé, où, en raison d’émigrations successives des populations rurales vers la ville, s’est développée la plus grande concentration démographique du pays, atteignant un million d’habitants selon certaines statistiques.
C’est pourquoi une part importante de l’activité économique du Liban se développe au sein de ce Caza, sans compter la présence d’un grand nombre d’institutions officielles telles que les administrations et les ministères (comme le Ministère de la Défense à Yarzé), ainsi que la Cité universitaire qui regroupera toutes les facultés de l’Université libanaise nationale.

## Démographie
La population du Caza est estimée à 1 000 000 d'habitants, ce qui équivaut à 12 % de la population totale du Liban.
Les habitants du Caza de Baabda se répartissent entre principalement maronites, chiites et druzes. Les maronites constituent le groupe le plus nombreux, suivis par les chiites et les druzes. Aussi, le Caza abrite une importante communauté sunnite, grecque-catholique et grecque-orthodoxe.
Il est important de relever que les chiites du Caza se concentrent essentiellement dans la région côtière du Caza, dans ce qui constitue la banlieue sud de Beyrouth. Les chrétiens et les druzes vivent pour leur part dans les régions montagneuses du Caza.

## Politique
Le caza compte 63 localités disposant de 45 conseils municipaux élus.
Le Caza de Baabda est représenté par 6 sièges au parlement libanais, dont 3 maronites, 2 chiites et 1 druze.
Aux dernières élections municipales de 2004, le Caza de Baabda comptait 585 244 résidents, 233 536 électeurs inscrits, dont 139 779 votants.
Il existe danz ce caza trois fédérations de municipalités :
- Fédération des Municipalités du Matn El Aala ;
- Fédération des Municipalités de Dahiyeh Janoubiat
- Fédération des Municipalités de Sahel El Matn El Janoubi.

### Villes et villages
- Ain El Remmaneh
- Araya
- Arbanieh
- Baabda
- Bourj el-Barajneh (camp palestinien)
- Chiyah
- Hadeth
- Haret Hreik
- Hammana
- Kfarchima
- Qornayel
- Ras el Metn
- wadi shuhrur as sufla
- Yarzé

### Répartition confessionnelle des électeurs (2015)
http://elnashra.com/elections/vote
https://www.almanar.com.lb/9564502
| Confessions          | Pourcentage (2022) | Pourcentage (2015) |
| Chrétiens (total)    | 50,20 %            | 50,65 %            |
| -------------------- | ------------------ | ------------------ |
| Arméniens-orthodoxes | 1,21 %             | - %                |
| Grecs-orthodoxes     | 7,36 %             | 7,78 %             |
| Maronites            | 35,56 %            | 34,75 %            |
| Grecs-catholiques    | 4,45 %             | 5,37 %             |
| Autres chrétiens     | 1,62 %             | 2,71 %             |
| Musulmans (total)    | 32,21 %            | 30,64 %            |
| Sunnites             | 6,27 %             | 6,47 %             |
| Chiites              | 25,92 %            | 24,16 %            |
| Alaouites            | 0,00 %             | 0,01 %             |
| Druze (total)        | 17,59 %            | 17,23 %            |